# Radvanți, Radehiv
Radvanți (în ucraineană Радванці) este un sat în comuna Korciîn din raionul Radehiv, regiunea Liov, Ucraina.

## Demografie
Componența lingvistică a localității Radvanți
     Ucraineană (99,33%)
     Alte limbi (0,67%)
Conform recensământului din 2001, majoritatea populației localității Radvanți era vorbitoare de ucraineană (99,33%), existând în minoritate și vorbitori de alte limbi.